# Jiao (astronomie chinoise)
Pour les articles homonymes, voir Jiao et Jue.

Le diagramme de l'étoile droite de Jiaoxiu.

Jiao (chinois : 角宿 ; pinyin : jiǎoxiù ; litt. « constellation de la corne ») est une loge lunaire de l’astronomie chinoise. Son étoile référente (c'est-à-dire celle qui délimite la frontière occidentale de la loge) est α Virginis (Spica). La loge occupe une largeur approximative de 12 degrés. L’astérisme associé à la loge contient, outre cette étoile, une autre étoile :
- α Virginis,
- ζ Virginis.

En astrologie chinoise, cette loge est associée au groupe du dragon vert de l'est.

### Sources
- (en) Francis Richard Stephenson et David A. Green, Historical supernovae and their remnants, Oxford, Oxford University Press, 2002, 252 p. (ISBN 0198507666), pages 18 et 195.